# 马尔科·帕沙利奇
马尔科·帕沙利奇（克羅埃西亞語發音：[mâːrko pǎʃalitɕ]，2000年9月14日—），克罗地亚职业足球运动员，司职右边锋，效力于克罗地亚足球联赛俱乐部里耶卡和克羅地亞國家足球隊。

## 俱乐部生涯

### 早年经历
帕沙利奇早年在家乡的卡尔斯鲁厄体育俱乐部和卡尔斯鲁厄体育社区，以及桑德豪森、賀芬咸1899的青年队接受训练。2016年，帕沙利奇回到卡尔斯鲁厄，在卡尔斯鲁厄待了三年。在拜仁慕尼黑和奥西耶克接受训练后，帕沙利奇于2019年加入斯图加特二队。在斯图加特二队的首个赛季，帕沙利奇参加巴登-符腾堡足球高级联赛，帮助球队晋级2020至21赛季的德国足球西南地区联赛。

### 多特蒙德
2021年5月，消息指帕沙利奇加盟刚从德国足球西部地区联赛升级德丙的普鲁士多特蒙德二队。在德丙比赛攻入两球后，帕沙利奇被教练马尔科·罗泽征召进多特蒙德一线队，参加2021年德国超级杯。帕沙利奇在超级杯比赛决赛替补上场，帮助球队3比1击败拜仁慕尼黑。然而一个月后的9月5日，帕沙利奇在多特蒙德二队1比0客场战胜哈费尔泽的比赛中韌帶聯合關節撕裂，至2022年1月底才回归。回归后，帕沙利奇又于3月份遭遇肩伤，赛季余下赛程报销。11月8日，帕沙利奇首次参加德甲联赛，帮助球队2比0客场击败沃尔夫斯堡。

### 里耶卡
2023年6月，帕沙利奇转会到克罗地亚足球联赛俱乐部里耶卡。同年8月3日，帕沙利奇在2023–24年歐洲協會聯賽资格赛中攻入在里耶卡的首球，帮助球队6比1大胜杜卡積尼。

## 国家队生涯
2023年11月18日，帕沙利奇在2024年歐洲國家盃外圍賽中首次代表克羅地亞國家足球隊出战，帮助球队2比0击败拉脫維亞。2024年5月20日，入选克罗地亚参加2024年歐洲足球錦標賽的26人最终名单。6月3日，在对阵北馬其頓的友谊赛中攻入国家队首枚进球，帮助球队3比0取胜。

## 生涯统计

### 俱乐部
最後更新：2024年5月22日
| 俱乐部       | 赛季     | 联赛     | 联赛 | 联赛 | 杯赛 | 杯赛 | 欧战 | 欧战 | 其他 | 其他 | 总计 | 总计 |
| 俱乐部       | 赛季     | 组别     | 出场 | 进球 | 出场 | 进球 | 出场 | 进球 | 出场 | 进球 | 出场 | 进球 |
| ------------ | -------- | -------- | ---- | ---- | ---- | ---- | ---- | ---- | ---- | ---- | ---- | ---- |
| 斯图加特二队 | 2020–21  | 德丁     | 35   | 8    | –    | –    | –    | –    | –    | –    | 35   | 8    |
| 多特蒙德二队 | 2021–22  | 德丙     | 13   | 2    | –    | –    | –    | –    | –    | –    | 13   | 2    |
| 多特蒙德二队 | 2022–23  | 德丙     | 22   | 4    | –    | –    | –    | –    | 1    | 0    | 23   | 4    |
| 多特蒙德     | 2022–23  | 德甲     | 1    | 0    | –    | –    | –    | –    | –    | –    | 1    | 0    |
| 里耶卡       | 2023–24  | 克甲     | 30   | 6    | 5    | 0    | 6    | 3    | 0    | 0    | 41   | 9    |
| 生涯总计     | 生涯总计 | 生涯总计 | 101  | 20   | 5    | 0    | 6    | 3    | 1    | 0    | 113  | 23   |

注释
1. ↑  德國超級盃
2. ↑  欧足联欧洲协会联赛

### 国家队
最後更新：2024年6月3日
| 国家队   | 年份 | 出场 | 进球 |
| -------- | ---- | ---- | ---- |
| 克羅地亞 | 2023 | 2    | 0    |
| 克羅地亞 | 2024 | 3    | 1    |
| 总计     | 总计 | 5    | 1    |

### 国家队进球纪录
进球得分与最终比分以克罗地亚得分为先
| # | 日期         | 场地                 | 出场次数 | 对手     | 进球得分 | 最终比分 | 赛事   |
| - | ------------ | -------------------- | -------- | -------- | -------- | -------- | ------ |
| 1 | 2024年6月3日 | 里耶卡鲁杰维察体育场 | 5        | 北馬其頓 | 3–0      | 3–0      | 熱身賽 |